# ダイナザウラー
ダイナザウラー（Trypticon）は、ハズブロとタカラ（現タカラトミー）のトランスフォーマーシリーズのキャラクターである。

## 概要
初登場は『戦え!超ロボット生命体トランスフォーマー2010』の第4話「マトリクスの秘密」、日本ではOVA『戦え!超ロボット生命体トランスフォーマー スクランブルシティ発動編』にて初登場。声を担当したのは英語版がブラッド・ギャレット、日本語版が島香裕、『ザ☆ヘッドマスターズ』では平野正人、『トランスフォーマーZ』では郷里大輔。
デストロンの基地ダイノベースから移動基地を経て、巨大恐竜型トランスフォーマーに変形する。
知能は低く、破壊と戦いを好む性格。大食漢で、大量のエネルゴンキューブを消費する。一時間に石油5万バレル分のエネルゴンを平らげる。メトロフレックスをライバル視しているが、返り討ちに遭うことが多い。
武器は熱線追跡プラズマ爆弾、催眠光線、フォトンランチャー、レーザーキャノン、回転式ブラスター、破壊光線。恐竜状態でも飛行能力を有しており、宇宙も航行可能。
『スクランブルシティ発動編』では玩具のパッケージに準拠し、頭部のクリアーパーツを閉めているが、『2010』では常に立てて銃を展開している。前者では目が描かれており、後者ではない。

## ガードロボット
フルチルト / Full-Tilt
バギーに変形する。ダイナザウラーの胸部に取り付けられている。光線銃を装備。アニメではロボットモードは未登場。PlayStation 2のソフト「トランスフォーマー」でデストロンを選択すると、終盤でダイナザウラーに借りる形で、自キャラとして操作可能。
ブラント / Brunt
ダイノベースのタワーが変形した光線戦車。アニメでは未登場。

## 活躍

### 戦え!超ロボット生命体トランスフォーマー スクランブルシティ発動編
本作品のみダイノザウラーと呼ばれる。デストロンが秘密裏に総力を結集して造り上げていたという設定で登場した。海から登場し、メトロフレックスとの戦いを前に物語は終わった。なお、後年タカラトミーモールのサイトに掲載された『ユナイトウォリアーズ』のウェブコミックでは、ダイナザウラーの初号機（つまりダイナザウラーとは別個体）という設定になっている。

### 戦え!超ロボット生命体トランスフォーマー2010
第4話にて初登場。ガルバトロンの命令でビルドロンが密かに地球の都市を改造して作り上げていた。
第5話「クインテッサ星人の陰謀」ではワーパスらミニボットの抵抗をものともせず、サイバトロン基地を破壊。そのままスクランブルシティを破壊に向かう。スクランブルシティの砲撃をものともせず踏み潰そうとするが、メトロフレックスのトランスフォームコグが取り付けられスクランブルシティはメトロフレックスに変形。戦いの末に海に投げられてしまう。
第6話「メトロフレックスVSダイナザウラー」ではガルバトロンの地位を狙うオクトーンと共にアフリカのカルボンビアに身を置いていた。カルボンビアの王アブダル・ファカディからは莫大な石油を消費するダイナザウラーは厄介者扱いされていたが、オクトーンの取引によりダイナザウラーはフォートノックスの金、タジマハール、エッフェル塔など世界的建造物を持ち帰る。しかし、サイバトロン戦士の攻撃と、メトロフレックスにより倒される。
第16話「スタースクリームの復活」ではスタースクリームの幽霊と彼に従うスカージにユニクロン復活のために目を奪われ、彼をセイバートロン星まで連れて行くためにスタースクリームに憑依されてしまう。
第20話「究極の武器」ではスパイクにトランスフォームコグを盗まれ、代わりにメトロフレックスから奪ったコグを取り付ける。しかし体が拒否反応を起こし、ロボットモードを維持できないまま戦う。戦いはダイナザウラーのコグを付けたもののダイナザウラー以上に変形のままならないメトロフレックスが劣勢となるが、失踪していたファーストエイドがメトロフレックスのコグを調整したために逆転。ダイナザウラーは海に沈んでいく。
第26話「原始の呼び声」では謎の声にトルネドロン打倒のために野獣戦士の一体として招集され、体内にダイノボットや仲間たちを乗せていた。他の野獣戦士が声の主のトルネドロンの助手の話を洞窟で聞いている中、トルネドロンが飛来。最初にエネルギーを吸収されて敗れてしまう。

### トランスフォーマー ザ☆ヘッドマスターズ
初登場は第1話「空から来た四人の戦士」。本作品ではシックスショットが参謀に就いている。前作同様メトロフレックスと戦うことも多いが、今作では時間稼ぎ程度に太刀打ちする場面も見られた。
第1話ではウィーリーとダニエルを発見し、追い掛け回すが谷底に落下する。
第8話「恐怖！六ッの影」ではサイクロナスとスカージが無断で乗り込んで出撃させ、サイバトロンヘッドマスターズに攻撃回路を破壊されてしまう。

### トランスフォーマー ザ☆コミックス
テレビマガジンに連載されたコミックでは1作目の第3話にて建設中であることが語られている。第5話より初登場。
第5話ではメガトロンの作戦によりユートピア島を占拠。デバスターと共に駆け付けたスペリオンと戦うが、ハウンドとパーセプターの作ったメトロフレックスのホログラフに引っかかり谷底に落下する。
第2作『超ロボット生命体物語ザ☆トランスフォーマー』の第3話より登場。ロディマスコンボイ不在のスクランブルシティを攻撃。体当たり攻撃とフルチルトによるプラントキャノンの砲撃により優位に立つ。しかしメトロフレックスのベース戦士シックスガンに砲台を奪われ、頭部コントロール装置を破壊されて敗北。

### トランスフォーマーZ
バイオレンジャイガーに従う九大魔将軍の一人、恐竜将軍として登場。
ゾディアックを求めて地球を蹂躙、漫画では凱旋門の下から出現しOVAでは万里の長城を破壊していた。オーバーロードが奪ったエネルゴンZを装備し口からビームを放つが、ダイアトラスに逆手に取られてゾディアックとの融合で強化されたダイアトラスとソニックボンバーの砲撃で爆散して果てる。

### トランスフォーマー レジェンズ
『トランスフォーマー レジェンズ』でのWebコミック『ダイナザウラー計画編』では、上記設定の擦り合わせがされており、『発動編』でダイノザウラーとして誕生したが、メトロフレックスによって倒され、『2010』時期に回収されていたブラックボックス「フルチルト」のバックアップデータからダイナザウラーとして復活する。2015年に破壊されるも、『Z』時期にフルチルトと一体化した3体目の恐竜将軍として復活する。ダイアトラスによって倒された後、回収されたパーソナルコンポーネントを改造しフルチルトはヘッドマスターとなった。そして『レジェンズ』時代にウルフ一族とタランスによってボディが作られる。

## 玩具
1986年11月に「D-71」のナンバーを与えられて発売。日本におけるトランスフォーマー初の電動歩行ギミックを有している。コネクターパーツによりモーターマスター、オンスロートと接続可能。
開発に携わった大野光仁によると、値段的に厳しいものだったがハスブロと協力することで実現したという。
1998年の『ビーストウォーズII 超生命体トランスフォーマー』では一部パーツを変更したものが「破壊大公ギガストーム」（破壊公爵メガストームが進化した姿）として販売された。

### その他の玩具
トランスフォーマーガム
カバヤから発売。組み立て式の軟質プラ樹脂ミニプラモ。シリーズ第5弾にラインナップ。
トランスフォームJr.
セブンより発売。基地モードは脚部の展開ギミックが省略されている。
MYCLONE TRANSFORMERS #3
ブロックタイプのディフォルメフィギュア。第3弾にラインナップ。
トランスフォーマー デヴァイスレーベル
実用可能な光学式マウスから変形。東芝とタカラトミーが共同開発。グリムロックの仕様変更品。